# Anarco-sindacalismo

Bandiera della Confederación Nacional del Trabajo (Confederazione Nazionale del Lavoro), storico sindacato spagnolo di matrice anarchica

L'anarco-sindacalismo è una delle espressioni dell'anarchismo con forti interazioni con le componenti contadine ed operaie dei lavoratori, massicciamente presente a livello sociale a partire dalla fine dell'Ottocento. Il suo obiettivo finale è il comunismo libertario, ovvero la riorganizzazione della società secondo i principi del federalismo e della democrazia diretta, dove siano gli stessi lavoratori a gestire le strutture politiche, economiche e sociali in modo egualitario e non-gerarchico. I principali precursori di questa ideologia furono Pierre-Joseph Proudhon, Max Stirner, Michail Bakunin e Pëtr Kropotkin.

## Storia
Nasce nei primi decenni del Novecento a seguito della Prima Internazionale, fu un metodo di organizzazione e di lotta anarchica attuata attraverso il sindacalismo, attivo in particolare in Francia, Italia, Spagna, USA e America Latina.
Nell'attualità esistono diverse organizzazioni che praticano l'anarcosindacalismo in tutto il mondo e che si riconoscono nella federazione internazionale AIT (Asociación Internacional de los Trabajadores).

### In Italia
In seguito agli scioperi iniziati nel 1904 e alla espulsione dei sindacalisti rivoluzionari dalla Confederazione Generale del Lavoro, il movimento anarcosindacalista fondò a Modena l'Unione Sindacale Italiana (USI). Alla vigilia del primo conflitto globale l'USI si schierò contro l'intervento militare dell'Italia contro l'Austria e la Germania, ed espulse i militanti interventisti. Dopo la guerra il sindacato raggiunse la sua massima consistenza numerica (circa mezzo milione di iscritti), ma non eguagliò più l'influenza che esercitava nell'anteguerra.
Fin dai primi anni '20 gli anarcosindacalisti si scontrarono con le camicie nere ed il nascente fascismo che, una volta al potere, paralizzò l'organizzazione riducendola a compiti di solidarietà con i compagni perseguitati. Il regime fascista la sciolse nel 1925 ma l'attività sindacale continuò nella clandestinità, soprattutto partecipando alla rivoluzione anarchica spagnola in appoggio al sindacato Confederación Nacional del Trabajo.
Nel secondo dopoguerra gli ex-militanti dell'USI rinunciarono a ricostruirla per collaborare alla costruzione del sindacato unitario CGIL. Solo nel 1950, con la rottura dell'unità sindacale, alcuni di loro ricostituirono l'USI che però, fino alla fine degli anni sessanta, fu realmente attiva solo in poche regioni italiane. Nel 1971 inizia un nuovo periodo di stallo, anche a causa della repressione che colpì alcuni suoi militanti, tra cui Giuseppe Pinelli della sezione Milano-Bovisa. Nel nuovo clima politico della fine degli anni settanta l'USI riprende forza e organizza un congresso nazionale (detto della riattivazione) ad Ancona, nel 1983, dando vita alla nuova Unione Sindacale Italiana, ad oggi USI-CIT.
Nel 1996 avviene una scissione all'interno dell'USI, e nel dicembre dello stesso anno, durante il XX congresso internazionale, l'USI romana viene dichiarata non compatibile ai principi dell'AIT-IWA e dell'anarco-sindacalismo, ritenendo i suoi metodi autoritari e orientati alla delega del potere invece che all'autogestione.
Attualmente l'USI ha una presenza territoriale in Lombardia, Emilia-Romagna, Toscana, Liguria, Friuli-Venezia Giulia, Puglia e alcune province.

### In Spagna
In Spagna il movimento anarcosindacalista fondò il sindacato Confederación Nacional del Trabajo (CNT) nel 1910, con l'obiettivo di costituire una grande forza libertaria che si opponesse al sindacato allora maggioritario, la socialista Unión General de Trabajadores (UGT). Si formò dal gruppo catalano Solidaridad Obrera ossia solidarietà operaia, sorto nel 1906.
La CNT e tutto il movimento anarchico fu protagonista della rivoluzione anarchica spagnola che iniziò durante le prime fasi della guerra civile spagnola del 1936. Durante la rivoluzione anarchica furono espropriati e collettivizzati i terreni di gran parte del territorio spagnolo: il 70% in Catalogna, il 70% in Aragona, il 70% nella provincia di Badajoz, il 58% in Castiglia-La Mancia, il 49% in Andalusia e il 13 % nella Comunità Valenciana della Catalogna
Nel 1939 con la Ley de responsabilidades políticas (Legge delle responsabilità politiche) la CNT fu dichiarata illegale e fu espropriata dei suoi beni immobili, materiali, veicoli, conti bancari, aziende collettivizzate e documentazione. In quel momento la CNT contava un milione di iscritti e l'infrastruttura che la sosteneva era ampia.
La CNT continuò la sua attività in modo clandestino dentro il territorio spagnolo durante il regime di Francisco Franco. Successivamente, con l'inizio della Transizione spagnola, la CNT celebrò il suo primo congresso dal 1936, così come diversi incontri pubblici.
Attualmente la CNT ha presenza territoriale lungo tutto il territorio spagnolo e conta con circa 3000 affiliati. Ràdio Klara 104.4 FM di Valencia, radio della Federazione anarchica iberica è oggi la voce dell'anarco-sindacalismo nella Comunità Valenciana della Catalogna. (https://www.radioklara.org)